# Dendrophryniscus

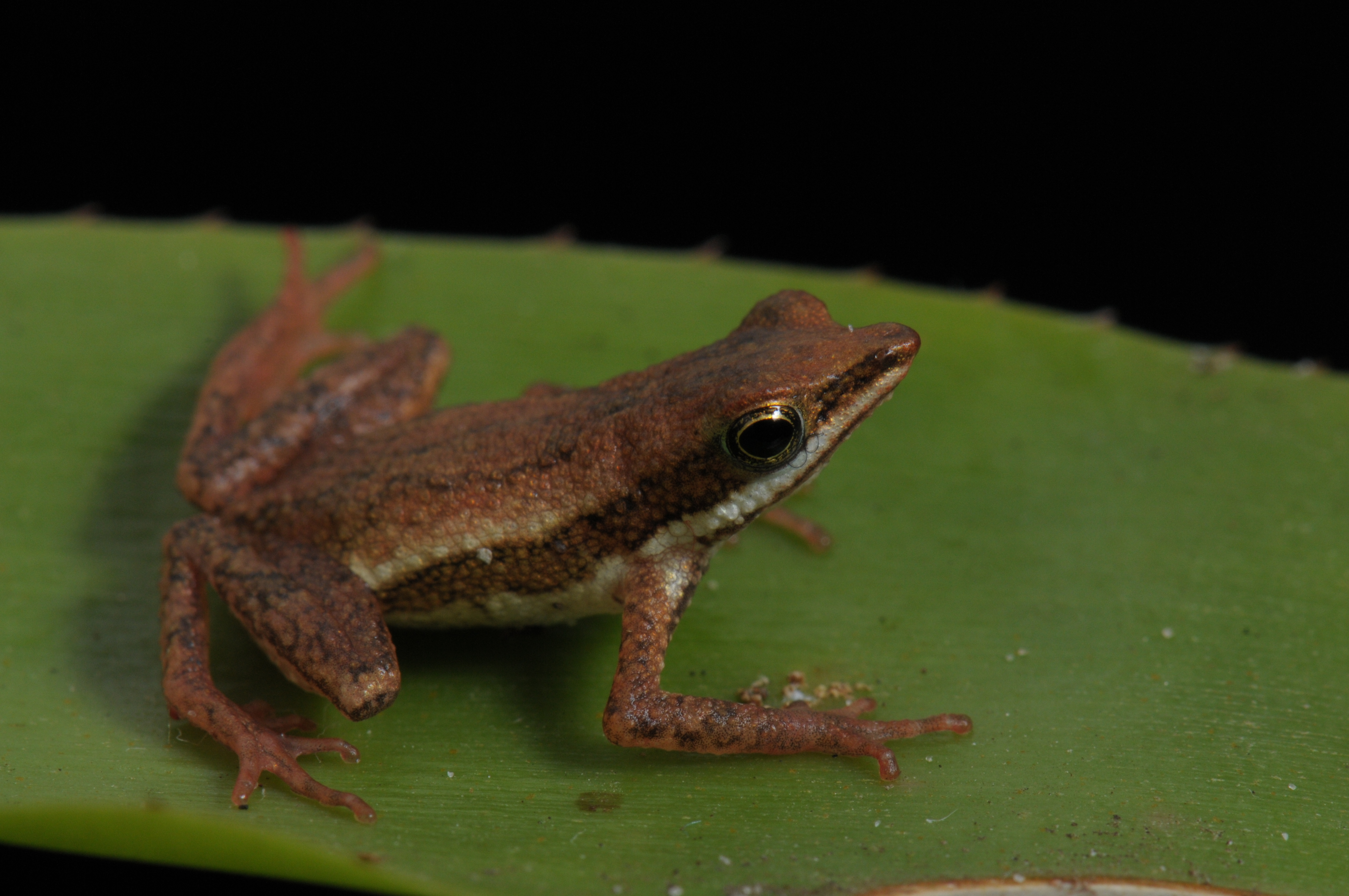
Dendrophryniscus leucomystax

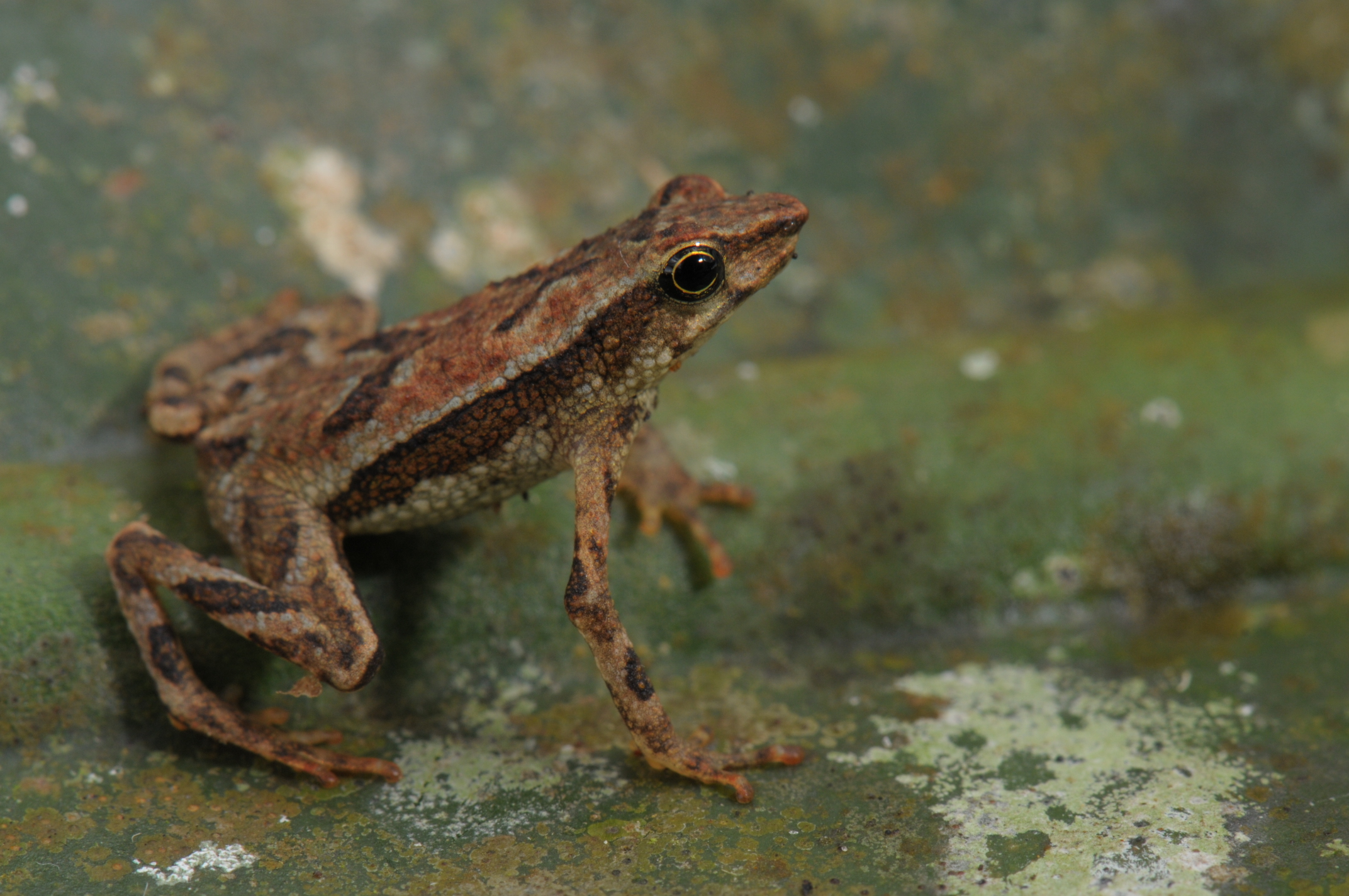
Dendrophryniscus brevipollicatus

Dendrophryniscus ist eine südamerikanische Gattung der Froschlurche aus der Familie der Kröten (Bufonidae). Die Arten dieser Gattung werden im Deutschen in Anlehnung an den wissenschaftlichen Gattungsnamen auch als Baumkröten bezeichnet. Dies kann jedoch zu Verwechslungen mit den Afrikanischen Baumkröten der Gattung Nectophryne oder der Gefleckten Baumkröte (Pedostibes hosii) führen. Dendrophryniscus ist ausschließlich in den atlantischen Regenwäldern Brasiliens heimisch.

## Beschreibung
Die Kröten der Gattung Dendrophryniscus haben eine Kopf-Rumpf-Länge von 18 bis zu rund 28 Millimetern. Ihr Körperbau ist flach. Sie haben eine verlängerte, von der Seite her gesehen spitz zulaufende Schnauze. Von oben her gesehen erscheint sie leicht gerundet.
Dendrophryniscus unterscheidet sich von der nahe verwandten Gattung Amazophrynella durch die unauffällige Färbung der Bauchseite – bei Letzterer ist sie je nach Art weiß, rotbraun oder orange. Die Spitze des vierten Fingers ist bei Dendrophryniscus vergrößert, der innere Finger ist verkümmert.

## Verbreitung
Dendrophryniscus ist in den atlantischen Regenwäldern im Süden und Südosten Brasiliens beheimatet.

## Lebensweise
Die Kröten der Gattung Dendrophryniscus leben im Flachland. Sie sind tagaktiv und ernähren sich hauptsächlich von Ameisen, Käfern, Milben und Springschwänzen. Die Fortpflanzung findet in der Regenzeit (November bis Mai) statt. Zur Eiablage suchen die Weibchen sehr kleine, temporäre Gewässer auf, z. B. Bromelien, in deren wassergefüllten Trichtern die Eiablage erfolgt.

## Taxonomie und Systematik
Dendrophryniscus gilt als eine relativ basale Gattung innerhalb der Familie der Kröten. Die Typusart der Gattung ist Dendrophryniscus brevipollicatus.
Eine von Melin 1941 zuerst als Atelopus minutus beschriebene kleine Art aus dem Amazonasbecken wurde wegen ihrer ähnlichen morphologischen Merkmale lange Zeit als Dendrophryniscus minutus zu den Baumkröten gezählt, jedoch im Jahr 2012 von Fouquet et al. zusammen mit der ebenfalls im Amazonasgebiet beheimateten Art Dendrophryniscus bokermanni ausgegliedert. Die neue Gattung bekam vorerst den Namen Amazonella, wurde aber noch im selben Jahr wegen Namensgleichheit mit einer Milbengattung in Amazophrynella umbenannt.

## Arten
Anfang 2014 waren zehn Arten bekannt. Ende Juli 2019 wurden nach einem Review zwei Arten wieder errichtet und vier weitere Arten neu beschrieben. 2023 kam mit D. cuca eine weitere Art hinzu.
Die 17 Arten der Gattung Dendrophryniscus sind:
Stand: 5. Juli 2023
- Dendrophryniscus berthalutzae Izecksohn, 1994[4]
- Dendrophryniscus brevipollicatus Jiménez de la Espada , 1870
- Dendrophryniscus carvalhoi Izecksohn, 1994[4]
- Dendrophryniscus cuca Neves, Lima, Koroiva, Nali & Santana, 2023[5]
- Dendrophryniscus davori Cruz, 2019[6]
- Dendrophryniscus haddadi Cruz, 2019[6]
- Dendrophryniscus imitator Miranda-Ribeiro, 1920
- Dendrophryniscus izecksohni Cruz, 2019[6]
- Dendrophryniscus jureia Cruz, 2019[6]
- Dendrophryniscus krausae Cruz & Fusinatto, 2008[7]
- Dendrophryniscus lauroi Miranda-Ribeiro, 1920
- Dendrophryniscus leucomystax Izecksohn, 1968
- Dendrophryniscus oreites Recoder, Teixeira, Cassimiro, Camacho & Rodrigues, 2010[1]
- Dendrophryniscus organensis Carvalo-e-Silva, Mongin, Izecksohn & Carvalo-e-Silva, 2010[8]
- Dendrophryniscus proboscideus (Boulenger, 1882)
- Dendrophryniscus skuki (Caramaschi, 2012)[9][10]
- Dendrophryniscus stawiarskyi Izecksohn, 1994[4]